# Johan Wiland
Johan Wiland (Borås, 1981. január 24. –) svéd válogatott labdarúgó, jelenleg a København játékosa. Posztját tekintve kapus.

## Pályafutása

### Klubcsapatokban
Pályafutását 16 évesen a Rydboholms SK csapatánál kezdte. 1997-ben az IF Elfsborg-hoz igazolt. Első mérkőzését a Halmstad ellen játszotta 2000. május 4-én. 1997 és 2008 között 206 mérkőzésen védte az Elfsborg hálóját.
2009-ben a dán København együtteséhez szerződött.

### Válogatottban
Utánpótlásszinten pályára lépett a svéd U16-os, U18-as és U21-es válogatottban is. A felnőtt csapatban 2007 januárjában debütált egy Dél-amerikai túra alkalmával. Tagja volt a 2008-as Európa-bajnokságon részt vevő válogatott keretének.
Az Európa-bajnoki keretszűkítést követően a szövetségi kapitány Erik Hamrén nevezte őt a 2012-es Eb-re készülő 23 fős keretébe.

## Sikerei, díjai

### Klub
IF Elfsborg:
- Allsvenskan:
  - Bajnok: 2006

- Svéd kupa:
  - Győztes: 2001, 2003

- Svéd szuperkupa
  - Győztes: 2007

 FC København:
- Superligaen:
  - Bajnok: 2008–09, 2009–10, 2010–11, 2012–13

- Dán kupa
  - Győztes: 2008–09, 2011–12

### Egyéni
- Az év svéd kapusa: 2008, 2010
- Az év kapusa Dániában: 2010, 2011
- København Az év játékosa: 2012